# Anitta Müller-Cohen
Anitta Müller-Cohen (en hebreo: אניטה מילר-כהן‎, nacida Rosenzweig; Viena, 6 de junio de 1892 - Tel Aviv 26 de junio de 1962) fue una destacada trabajadora social, política y escritora sionista, nacida en Austria en 1890 y emigrada al Mandato británico de Palestina en 1935, muriendo en Israel en 1962. En Viena fue una de las impulsoras del «Primer Congreso Mundial de Mujeres Judías» de 1923. Una vez emigrada, formó parte de la organización Mujeres Mizrají, y siguió implicada en temas sociales, especialmente con los relacionados con los niños y los inmigrantes.

## Biografía
Anitta Rosenzweig nació el 6 de junio de 1892 en Viena, entonces capital del Archiducado de Baja Austria y de la parte austriaca del Imperio austrohúngaro. Fue hija del comerciante Salomón Rosenzweig y su mujer Sofie (nacida Schnabel). Anitta creció en un hogar judío acomodado, pudo asistir a la Bürgerschule (una escuela de oficios) de Viena y más tarde al internado Von Hoeniger en Breslavia (Imperio alemán). Después pasó dos años en el Pädagogikum de Viena, una escuela de formación de maestros, donde pudo haberse graduado como maestra escolar.
En 1909 se casó con Arnold Müller, comerciante, con quien tuvo una hija, Blanka, que murió en 1938. Después de divorciarse en agosto de 1921, en octubre siguiente se casó con Samuel Cohen, también comerciante, con quien tuvo una hija, Ruth, en 1928, además de las dos hijas, Eliezer y Ester, que él tenía previamente. Había conocido a Cohen, un sionista entusiasta, mientras acompañaba a los niños en una estancia de recuperación en Suiza. Este segundo matrimonio fortaleció significativamente el interés de Anitta Müller-Cohen por el sionismo.
Durante los años de la Primera Guerra Mundial, se dedicó al trabajo social, fundando la Soziale Hilfsgemeinschaft Anitta Müller (en alemán: Comunidad de Asistencia Social Anitta Müller) que gestionaba un grupo de instituciones para niños sin hogar, madres y refugiados. Su comedor de té y beneficencia atendía a unas 3000 personas al día. En particular, prestó asistencia a los refugiados de Galicia y Bucovina.
En 1923, en la ya República de Austria, Müller-Cohen hizo todos los preparativos locales para el «Congreso Mundial de Mujeres Judías», que se inauguró el 6 de mayo de 1923 en el Hofburg en presencia del presidente austriaco Michael Hainisch y otros dignatarios. En el congreso, hizo una presentación detallada sobre los problemas que enfrentaba el cuidado de los niños como resultado de la Primera Guerra Mundial. Durante la década de 1920, realizó varios viajes a Palestina y también visitó los Estados Unidos, donde habló durante la sesión de apertura del Congreso Judío Americano de 1925 en Chicago. En la II Conferencia Mundial de Mujeres Judías, celebrada en 1929 en Hamburgo (Alemania), fue elegida vicepresidenta de la Federación Mundial de Mujeres Judías.
Aunque Müller había planeado emigrar al Mandato británico de Palestina con su familia a mediados de la década de 1920, al final se trasladaron primero a Luxemburgo en 1929 y luego a Londres (Reino Unido) en 1932, donde pudo continuar sus actividades sionistas. Finalmente se mudaron a Tel Aviv en 1935. Continuó su trabajo con los nuevos niños y trabajó con nuevos inmigrantes, creando Hitahdut Olei Austria, la Asociación de Inmigrantes Austriacos. Fundó el Sherut Nashim Sozialit (en hebreo: Servicio Social de las Mujeres‎, en 1936 y participó activamente en la organización de mujeres Mizrají, pero más tarde se unió al partido Herut. Participó en varios Congresos Sionistas en Jerusalén y fue elegida delegada general del Comité de Grandes Acciones en el Congreso de 1956.
Anitta Müller-Cohen murió en Tel Aviv el 26 de junio de 1962 después de una larga enfermedad. En reconocimiento a su labor como refugiada, el 28 de marzo de 1966 se le dio su nombre a un hogar de ancianos de Tel Aviv para antiguos refugiados austriacos.